# Phong kiến (châu Âu)
Phong kiến là cấu trúc xã hội xoay quanh những mối quan hệ xuất phát từ việc sở hữu đất đai để đổi lấy lao động. Tại châu Âu, chế độ này là một tổng hợp các tục lệ pháp lý và quân sự nở rộ vào giai đoạn từ thế kỷ 9 tới 15.

## Định nghĩa
Về mặt thuật ngữ, chế độ phong kiến (phong tước, kiến địa) là một từ gốc Hán-Việt: 封建, xuất phát từ hệ tư tưởng chính trị thời Tây Chu, Trung Quốc. Vào thời này, vua Chu ra chế độ đem đất đai phong cho bà con để kiến lập các nước chư hầu gọi là "phong kiến thân thích". Do chế độ này giống chế độ phong đất cho bồi thần ở Châu Âu nên người ta đã dùng chữ "phong kiến" để dịch chữ féodalité từ tiếng Pháp. Tuy vậy cả hai chữ này chỉ mới phản ánh hình thức phân phong đất đai chứ chưa phản ánh bản chất của chế độ đó. Trong tiếng Pháp, féodalité bắt nguồn từ chữ feod trong tiếng Latinh nghĩa là "lãnh địa cha truyền con nối".
Phong kiến phản ánh hình thức truyền nối và chiếm hữu đất đai của chế độ quân chủ thời xưa, trong thời quân chủ chuyên chế. Trong nhiều trường hợp, những thời kỳ quân chủ trước kia cũng được gọi là thời kỳ phong kiến. Tuy nhiên, trong thời hiện tại, thể chế về chế độ quân chủ thời nay là chế độ quân chủ lập hiến, cho nên phong kiến chỉ phản ánh một giai đoạn, một thời kỳ hay là một hình thái của chế độ quân chủ.

## Ví dụ về phong kiến

### Châu Âu thời Trung cổ
- Phong kiến Anh
- Phong kiến tại Đế quốc La Mã Thần thánh

## Phương Đông và phương Tây
Trong từng quốc gia và từng khu vực, chế độ phong kiến mang những đặc điểm riêng của những loại hình khác nhau. Do đó trong vài thập kỷ gần đây, các nhà sử học và các nhà nghiên cứu có những quan niệm rất khác nhau về chế độ phong kiến. Chính vì vậy, đã có những cuộc tranh luận về những đặc điểm cũng như sự tồn tại của chế độ phong kiến ở nhiều nước, nhất là sự khác nhau giữa phương Đông và phương Tây.
- Tại phương Tây (châu Âu), đặc điểm cơ bản của chế độ phong kiến là lãnh thổ quốc gia bị chia ra thành cách lãnh địa, mỗi lãnh địa có lãnh chúa cai trị với pháp luật và quân đội riêng biệt, hệ thống đẳng cấp dựa trên quan hệ nhà vua - lãnh chúa chư hầu - nông nô, tình trạng cát cứ kéo dài.
- Tại phương Đông, tiêu biểu là Trung Quốc từ nhà Tần trở về sau, kinh tế Địa chủ và quan hệ địa chủ - nông dân lĩnh canh phát triển, chế độ địa chủ tập quyền ra đời sớm và tồn tại lâu dài, bên cạnh sở hữu tư nhân còn có sở hữu nhà nước về ruộng đất. Lãnh thổ quốc gia được cai trị thống nhất bởi nhà vua, quân đội cũng thuộc về triều đình trung ương chứ không thuộc về các lãnh địa riêng biệt. Các địa phương được cai quản bởi quan lại, nhưng các quan lại này do triều đình trung ương bổ nhiệm và trả lương, chứ không được cha truyền con nối, không được tự ý lập quân đội, không được tự ý đặt ra luật pháp cho địa phương như lãnh chúa ở phương Tây.

Sự khác biệt giữa phương Tây và phương Đông nhiều đến mức độ làm cho một số nhà sử học tỏ ý nghi ngờ hoặc phủ nhận việc áp dụng định nghĩa kiểu phương Tây về chế độ phong kiến đối với phương Đông.
Theo ý kiến của nhà nghiên cứu Nguyễn Hiến Lê, phong kiến của phương Đông và "féodalité" của phương Tây thực chất không giống nhau:
Thời Trung cổ, ở phương Tây (như Pháp chẳng hạn) cũng có chế độ féodalité mà ta dịch là phong kiến, nhưng sự thực thì féodalité khác phong kiến Trung Hoa. Thời đó vua chúa của phương Tây suy nhược, các rợ (như Normand, Các dân tộc German, Visigoth) ở chung quanh thường xâm lấn, cướp phá các thành thị, đôi khi cả kinh đô nữa, rồi rút lui. Các gia đình công hầu thấy sống ở kinh đô không yên ổn, triều đình không che chở được cho mình, phải dắt díu nhau về điền trang của họ, xây dựng những đồn luỹ kiên cố, chung quanh có hào; họ đúc khí giới, tuyển quân lính để chống cự với giặc. Nông dân ở chung quanh đem ruộng đất tặng lãnh chúa hoặc sung vào quân đội của lãnh chúa để được lãnh chúa che chở. Do đó mà một số lãnh chúa khá mạnh, đất rộng, quân đông, họ hợp lực nhau đem quân cứu triều đình, được phong tước cao hơn, có khi lấn áp nhà vua nữa, và sau triều đình phải tốn công dẹp họ để thống nhất quốc gia. Nguyên nhân thành lập chế độ phong kiến ở Đông và Tây khác nhau như vậy nên không thể so sánh với nhau được.
Theo học giả Phan Khôi, lịch sử Việt Nam cũng không có chế độ phong kiến theo kiểu vua phân quyền cho các lãnh chúa giống như phương Tây, mà chỉ có chế độ vua trả lương cho quan lại để họ giúp vua cai trị quận huyện (giống như Trung Quốc sau thời nhà Tần).